# Shin Si-ah
Shin Si-ah (tiếng Hàn: 신시아; sinh ngày 12 tháng 5 năm 1998) là một nữ diễn viên người Hàn Quốc. Cô bắt đầu sự nghiệp diễn xuất với vai chính trong bộ phim The Witch: Part 2. The Other One của đạo diễn Park Hoon-jung.

## Cuộc sống và giáo dục
Cô sinh ngày 12 tháng 5 năm 1998 và là con một trong gia đình. Cô bắt đầu ấp ủ ước mơ trở thành diễn viên sau khi xem vở nhạc kịch Carmen vào năm nhất trung học. Trong hai năm tiếp theo, cô đều đặn xem khoảng bốn vở nhạc kịch mỗi tuần, điều này đã giúp cô dần xây dựng sự tự tin trong diễn xuất. Khi còn là học sinh trung học, mục tiêu của cô là thi đậu vào Khoa Sân khấu và Điện ảnh và sau đó tham gia các vở kịch sân khấu. Cô cũng đặt ra mục tiêu được gia nhập một công ty sản xuất và tham gia làm phim độc lập. Sau đó, cô đã theo học tại Khoa Sân khấu và Điện ảnh của Đại học Hanyang.

## Sự nghiệp
Cô bắt đầu sự nghiệp diễn xuất với bộ phim ngắn Prasad, kể về một cô gái sống sót sau tai nạn xe buýt và bị bắt nạt trên mạng xã hội, cuối cùng trở thành một phù thủy thực sự. Bộ phim được trình chiếu tại Liên hoan phim ngắn Mise-en-scène lần thứ 18.
Năm 2020, cô được chọn vào vai chính trong The Witch: Part 2. The Other One thông qua một cuộc tuyển chọn gắt gao với tỉ lệ cạnh tranh lên đến 1.408:1. Vòng đầu và vòng hai được thực hiện qua video không gặp mặt, và sau khi vượt qua vòng ba, cô đã có buổi thử vai trực tiếp với đạo diễn Park Hoon-jung. Sau nhiều lần gặp gỡ và trao đổi, cô chính thức được chọn sau ba tháng thử vai.
Vào tháng 12 năm 2020, Shin ký hợp đồng với công ty quản lý Andmarq với tư cách là diễn viên mới. Đến tháng 3 năm 2022, cô ký hợp đồng độc quyền với công ty này.
Dù phim The Witch: Part 2. The Other One được công chiếu vào tháng 6 năm 2022, quá trình quay đã hoàn tất từ tháng 4 năm 2021. Bộ phim đánh dấu màn ra mắt ấn tượng của cô trong vai trò diễn viên chính, mở ra nhiều cơ hội phát triển trong sự nghiệp diễn xuất của cô.

## Hoạt động quảng bá
Năm 2020, cô lần đầu xuất hiện trong một quảng cáo mỹ phẩm với vai diễn cô giáo dạy múa ba lê, gây ấn tượng bởi vẻ đẹp thanh thoát và hình ảnh tinh tế. Ngày 23 tháng 6 năm 2022, cô được chọn làm người mẫu chính cho Diponde, thương hiệu chăm sóc da hiện đại châu Á trực thuộc Plus X. Sang năm 2023, cô tiếp tục khẳng định sức hút thương mại khi trở thành gương mặt đại diện cho Toretta!, dòng nước giải khát tăng cường độ ẩm của Coca-Cola tại Hàn Quốc.
Năm 2024, thương hiệu theo đuổi chủ nghĩa tối giản tự nhiên – Mongdol, đã hợp tác cùng cô trong chiến dịch mùa hè mang tên Mongdol X Sia, kèm theo bộ ảnh thời trang đặc biệt thể hiện phong cách thanh lịch và tinh khiết.

## Danh sách phim

### Phim điện ảnh
| Năm  | Tên phim                          | Vai diễn                 | Ghi chú   | Nguồn         |
| ---- | --------------------------------- | ------------------------ | --------- | ------------- |
| 2019 | Prasad                            | Do-hwa                   | Phim ngắn | [ 17 ]        |
| 2022 | The Witch : Part 2. The Other One | Girl (Ark 1 Datum point) |           | [ 18 ]        |
| 2025 | The Old Woman with the Knife      | Hornclaw (thời trẻ)      |           | [ 19 ] [ 20 ] |

### Phim truyền hình
| Năm  | Tên phim                  | Vai diễn      | Nguồn         |
| ---- | ------------------------- | ------------- | ------------- |
| 2025 | Chuyện đời bác sĩ nội trú | Pyo Nam-kyung | [ 21 ] [ 22 ] |

### Phim chiếu mạng
| Năm  | Tên phim                            | Vai diễn | Nguồn  |
| ---- | ----------------------------------- | -------- | ------ |
| 2018 | My Love Dog Boyfriend               | Go-eun   | [ 21 ] |
| 2019 | When Two Male Friends Fight Over Me | Si-ah    | [ 18 ] |

### Chương trình truyền hình
| Năm  | Tên phim                  | Vai diễn           | Nguồn  |
| ---- | ------------------------- | ------------------ | ------ |
| 2025 | Edward Lee's Country Cook | Diễn viên tham gia | [ 23 ] |

## Giải thưởng

### Giải thưởng và đề cử
| Năm  | Giải thưởng                        | Hạng mục          | Tác phẩm                                                                    | Kết quả   | Nguồn         |
| ---- | ---------------------------------- | ----------------- | --------------------------------------------------------------------------- | --------- | ------------- |
| 2022 | Asia Model Awards                  | Best New Actress  | Sát Thủ Nhân Tạo Phần 2: Mẫu Vật Còn Lại (The Witch: Part 2. The Other One) | Đoạt giải | [ 24 ] [ 25 ] |
| 2022 | BIFF Marie Claire Asia Star Awards | Rising Star Award | Sát Thủ Nhân Tạo Phần 2: Mẫu Vật Còn Lại (The Witch: Part 2. The Other One) | Đoạt giải | [ 26 ]        |
| 2022 | Blue Dragon Film Awards            | Best New Actress  | Sát Thủ Nhân Tạo Phần 2: Mẫu Vật Còn Lại (The Witch: Part 2. The Other One) | Đề cử     | [ 27 ]        |
| 2022 | Chunsa Film Art Awards             | Best New Actress  | Sát Thủ Nhân Tạo Phần 2: Mẫu Vật Còn Lại (The Witch: Part 2. The Other One) | Đề cử     | [ 28 ]        |
| 2022 | Grand Bell Awards                  | Best New Actress  | Sát Thủ Nhân Tạo Phần 2: Mẫu Vật Còn Lại (The Witch: Part 2. The Other One) | Đề cử     | [ 29 ] [ 30 ] |

### Danh sách bài viết
| Nhà xuất bản | Năm  | Bài liệt kê                          | Xếp hạng | Nguồn  |
| ------------ | ---- | ------------------------------------ | -------- | ------ |
| Cine 21      | 2020 | New Actress to watch out for in 2021 | 1st      | [ 31 ] |